# Abschnittsbefestigung Weinberg
Die Abschnittsbefestigung Weinberg ist eine abgegangene vermutlich frühmittelalterliche, möglicherweise auch vorgeschichtliche Burganlage, die sich einst auf dem Plateau des Weinberges über dem Tal der Altmühl und der Einmündung des Treuchtlinger Schambachtales erhob. Die Wallanlage befindet sich in südöstlicher Richtung etwa 950 Meter von der historischen Ortsmitte von Treuchtlingen im Landkreis Weißenburg-Gunzenhausen in Bayern, Deutschland entfernt.
Von dem als Bodendenkmal geschützten Objekt sind noch mehrere Wälle, teilweise mit Außengräben, und ein mutmaßlicher Turmhügel erhalten. Geschichtliche Daten über diese Befestigung sind nicht bekannt, man kann sie wohl der frühmittelalterlichen Siedlung von Treuchtlingen zuordnen. Die mögliche Turmhügelburg innerhalb der Wallanlage gehört vermutlich dem Zeitraum zwischen dem 10. und dem 12. Jahrhundert an. Auch ihre Geschichte ist nicht bekannt.

## Beschreibung
Die Abschnittsbefestigung befindet sich auf dem Bergplateau des 460,1 m ü. NHN hohen Weinberges, und damit etwa 50 Höhenmeter über dem Altmühltal. Das dreieckige Plateau fällt nach Südwesten und nach Südosten steil ab, die dritte, nördliche Seite dagegen steigt nur wenig steil von einer Einsattelung zwischen dem benachbarten Gäblingberg an.
Die Befestigung verläuft in etwa an der 450-Meter-Höhenlinie entlang und wird durch einen im Norden 430 Meter langen Wall gebildet. Der Südostwall ist 190 Meter, der südwestliche Wall etwa 390 Meter lang. Die Wälle folgen an der Nord-, West- und Südwestseite der Hangkante, nur im Südosten der Anlage fällt das Plateau leicht ab, so dass der Wall dort einige Meter den Berghang hinab verlegt wurde. Ein Graben unterhalb des Ringwalles an der Hangkante ist nicht erkennbar.
Die dreieckige Befestigung wird durch zwei von Nord nach Südwest verlaufende Abschnittswälle in drei Bereiche geteilt. Diesen Wällen ist an ihrer Ostseite jeweils noch ein Graben vorgelagert. Diese Wallgräben sind an der Nordseite noch am besten erhalten, im Süden dagegen stellenweise verschliffen.
Im westlichen dieser drei Abschnitte befindet sich ein nur wenige Meter hoher Hügel mit einem Durchmesser von etwa 15 Metern. Dieser wird als Turmhügel gedeutet und ist vermutlich jünger als die Wallanlage. Die Turmhügelburg könnte zwischen dem 10. und dem 12. Jahrhundert entstanden sein.
Eine weitere Befestigung befindet sich etwa in halber Hanghöhe an der Südostspitze des Weinberges, auch diese Schanze wurde bisher nicht datiert. Auch südwestlich des Weinberges, an einem kurzen hakenförmigen Seitenarm der Altmühl befindet sich an der gegenüberliegenden Uferseite ein weiterer Burgstall.